# Aspalathus ambiguus
Aspalathus ambiguus là một loài thực vật có hoa trong họ Đậu. Loài này được (Stocks) Kuntze miêu tả khoa học đầu tiên năm 1891.